# Nancy Ramos
Nancy del Valle Ramos Padrón (Caracas; 8 de septiembre de 1948) más conocido como La muñequita que canta, es una cantautora venezolana.

## Reseña Biográfica
Nancy del Valle Ramos Padrón nace el 8 de septiembre de 1948.
Inicia su carrera como solista en el año 1965 al formar parte del programa juvenil El club del Clan en el canal CVTV canal 8, al lado de Trino Mora.
posteriormente llegó  a formar parte del staff de cantantes del reconocido programa musical y de variedades El Show de Renny, siendo bautizada por Renny Ottolina, como “la muñequita que canta” y así participará en distintos especiales, siendo el más recordado el grabado en la ciudad de París (Francia).
Mantuvo una carrera llenas de éxitos a partir de alcanzar el reconocimiento con la versión es español del tema italiano “La bámbola”, interpretado por Patty Bravo, luego vendrían otros: En primavera; Dime que sí; Ese mar es mío; Lanza perfume; Mamá no llores más…Entre los años 1976 y 1995, editó 12 producciones con temas navideños. En 1976 editó “Yo también soy Navidad” que llegó a vender la astronómica cifra de 600 mil copias.
En 1984 sale al mercado el disco “La Navidad Es Nuestra” que Nancy Ramos grabó para Sonográfica. También destacan varios álbumes que grabó con el grupo venezolano “Un solo pueblo”.
En 2006 participó en La Guerra de los Sexos de Ricardo Peña. La cantante Nancy Ramos es recordada, entre otras grabaciones, por su disco Yo también soy la Navidad, tras su debut a mediados de los 60 y luego de ser conocida como "La muñequita que canta".

## Discografía[10]
| Año  | Título                          | Discográfica |
| 1968 | Nancy Ramos                     | Souvenir     |
| 1968 | La Sonrisa Que Canta            | Souvenir     |
| 1970 | Nancy                           | Vida Records |
| 1972 | Yo Soy Venezuela                | Promus       |
| 1973 | Ese Mar Es Mío                  | Promus       |
| 1975 | Le Canta a Venezuela Vol. 2     | Promus       |
| 1976 | Fabulosa                        | Promus       |
| 1977 | Nancy También Es Navidad        | Promus       |
| 1978 | Es Una Cosa Grande              | Promus       |
| 1979 | Nancy También Es Navidad Vol. 2 | Promus       |
| 1980 | Tu y Yo                         | Promus       |
| 1980 | Que Felicidad… Esta Navidad!    | Promus       |
| 1981 | Te Voy A Dejar                  | Promus       |
| 1982 | Lanza Perfume                   | Promus       |
| 1982 | Parrandas y Aguinaldos          | Promus       |
| 1983 | Oye                             | Promus       |
| 1984 | La Navidad Es Nuestra           | Sonográfica  |
| 1985 | Nancy Ramos                     | Sonográfica  |
| 1986 | Llegó Diciembre                 | Sonográfica  |
| 1988 | Yo Soy La Luna                  | Sonográfica  |
| 1989 | Siempre Es Navidad              | Promus       |
| 1989 | Esta Parranda Te La Debía       | Sonográfica  |
| 1990 | Música Morena                   | Sonográfica  |
| 1993 | Amor Chiquito                   | Sonográfica  |